# SIN3B
SIN3B‏ (SIN3 transcription regulator family member B) هوَ بروتين يُشَفر بواسطة جين SIN3B في الإنسان.